# Llamada a cobro revertido
Una llamada por cobro revertido es una llamada telefónica en la que la persona que llama quiere realizar una llamada a expensas del que recibe la llamada. En el pasado, las llamadas por cobro revertido sólo fueron posibles como una llamada asistida por el operador, pero con la introducción de sistemas de marcado basado en computadoras, ahora es posible realizar una llamada por cobro revertido sin necesidad de utilizar un operador, al que se llama servicios de operadora automatizada. Varias compañías telefónicas ofrecen servicios de llamadas por cobrar que compiten con los proveedores de servicios locales. Las llamadas por cobrar pueden ser hechas desde casi cualquier teléfono público de pago en el mundo siguiendo las instrucciones publicadas adjuntas al teléfono. Las llamadas por cobrar han estado en declive constante desde la llegada de los teléfonos móviles y productos de VoIP, que pueden ofrecer tarifas internacionales más baratas.
Mientras que el día de la madre tiene el mayor número de llamadas telefónicas, la mayoría de las llamadas por cobro revertido se realizan en el día del padre.
Otras formas de comunicación pagados, como telegramas y correo, también podrían ser enviados "por cobrar".

## Llamada por cobrar móvil
La solución de llamadas por cobrar móviles permite a los usuarios finales de prepago y pospago hacer fácilmente llamadas de cobro revertido móviles en su red doméstica o en itinerancia, incluso cuando se han quedado sin crédito. La persona que llama puede solicitar ya sea con cargo revertido completo o parcial.

## Servicios

### Australia
Varias compañías ofrecen servicios de llamadas revertidas en Australia, incluyendo 1800 Reverse, 1800 PhoneHome, 1800 NOcredit y 1800 MumDad. Telstra Pay Telephones y Telstra Prepaid phones ofrecen un servicio de llamada de cobro revertido alternativo con el prefijo 12550, que es un servicio de llamada de cobro revertido alternativo disponible desde teléfonos móviles Telstra pago y Telstra Prepago. Sin embargo, en el caso de los teléfonos de prepago, es accesible sólo cuando existe crédito suficiente para llamar al 12550.
Telstra puso un servicio de llamada de cobro revertido denominado HomeLink durante los años 1990 y 2000. HomeLink consistía en un número 1800 y pin que sólo podría estar relacionado con el servicio de teléfono particular del usuario. Las llamadas se facturaban a un precio un poco más alto que una llamada local estándar. HomeLink cayó en popularidad con el aumento de los teléfonos móviles.

### Brasil
En Brasil, las llamadas a cobro revertido están disponibles para cada llamada a fijo o móvil. Todas las llamadas revertidas locales deben iniciarse marcando 9090 y el número de teléfono deseado. Si el usuario no está en la misma zona que el destinatario de las llamadas deben iniciarse marcando 90 + código de operador + código de área + el número de teléfono deseado.

### España
También se planea ofrecer un servicio similar (900-REVERTIDO) en España.

### Estados Unidos y Canadá
En general, es posible hacer una llamada a cobro revertido desde un teléfono fijo marcando "0" y siguiendo las instrucciones automatizadas o con asistencia de un operador. La parte receptora debe estar de acuerdo con los cargos (por lo general después de haber sido informado del nombre de la persona que llama) antes que la llamada pueda continuar normalmente. En general, los clientes pueden configurar su cuenta de teléfono fijo o celular para bloquear los intentos de llamadas a cobro revertido. Debido a que el nombre de la persona que llama se da antes de aceptar los cargos, es posible comunicar un mensaje simple de forma gratuita al dar un nombre nombre acuerdo o simplemente usando la llamada para sincronizar una acción (por ejemplo, indicando que es hora de encontrarse). Esto, sin embargo, se considera fraude telefónico y puede ser procesado por ello, aunque en la mayoría de los casos es poco probable que la persona pueda ser capturada.
AT&T ya no opera un servicio de llamada a cobro revertido para los Estados Unidos. Los competidores incluyen 1-800-COLLECT, que sirve a los receptores de VoIP.

### Pakistán
Una llamada a cobro revertido se puede hacer a través de cualquier dispositivo móvil en Pakistán marcando el prefijo 11 antes de llamar al número deseado.

### Reino Unido
En el Reino Unido, una serie de servicios ofrecen llamadas de cobro revertido. Una persona que llama puede marcar el operador 100 y pedir una llamada de cobro revertido, o marcar como alternativa un servicio automatizado, como 0800 Reverse o 08000MUMDAD. Las llamadas a cobro revertido se pueden hacer de forma gratuita en algunas redes móviles, aunque la persona que está siendo contactada a través de este servicio se le puede cobrar una cantidad considerable para aceptar una llamada de este tipo.

### República de Irlanda
Un servicio de llamada a cobro revertido operado bajo 800 Reverse (operado por Reverse Corp Ltd), en la República de Irlanda ofrece llamadas de cobro revertido desde cualquier teléfono de línea fija, teléfono público y la mayoría de los teléfonos móviles (incluso sin tener saldo prepago) a la mayoría de líneas fijas y móviles en la República de Irlanda. La empresa cobra 2,99 euros para conectar la llamada, incluyendo los primeros 60 segundos de la llamada y 0,593 euros por cada minuto subsiguiente.
Eir ofrecía servicios nacionales e internacionales de llamadas a cobro revertido hasta el 24 de febrero de 2009. Con anterioridad a la cesación de sus servicios, se podía obtener el servicio nacional de cobro revertido marcando al operador el número 10, o, desde teléfonos públicos a través de 1 800 28 28 28 y los servicios de cobro revertido internacionales podían ser conectados a través del operador internacional 114  o 1800 457 457 desde teléfonos públicos.

### Internacional
1800 Reverse es un servicio de cobro revertido internacional que permite hacer llamadas a cobro revertido internacionales nuevamente a líneas fijas en Australia o el Reino Unido. Se accede mediante la marcación del prefijo de llamada internacional pertinente, seguido del Número 8000 REVERSE (es decir, 8000 7383773).